# Panaxia conferta
Panaxia conferta là một loài bướm đêm thuộc phân họ Arctiinae, họ Erebidae.